# Chaussenans
Chaussenans ist eine Gemeinde im französischen Département Jura in der Region Bourgogne-Franche-Comté.

## Geographie
Chaussenans liegt auf 550 m, oberhalb von Poligny, etwa 22 Kilometer nordöstlich der Stadt Lons-le-Saunier (Luftlinie). Das Dorf erstreckt sich im Jura, im westlichen Teil des Plateau Lédonien (erstes Juraplateau), nördlich des Talkessels von Vaux (Culée de Vaux).
Die Fläche des 4,40 km² großen Gemeindegebiets umfasst einen Abschnitt des französischen Juras. Das gesamte Gebiet wird von der Ebene des Plateau Lédonien eingenommen, die durchschnittlich auf 560 m liegt und überwiegend von Acker- und Wiesland, teils auch von Wald bestanden ist. Mit 580 m wird hier die höchste Erhebung von Chaussenans erreicht. Das Plateau besitzt keine oberirdischen Fließgewässer, weil das Niederschlagswasser im verkarsteten Untergrund versickert. Die südwestliche Abgrenzung verläuft an der Oberkante des teils von Felswänden durchzogenen Steilhangs, der das tief eingeschnittene Tal von Vaux umgibt. Im Osten und Südosten erstreckt sich das Gemeindeareal bis an den Rand des ausgedehnten Waldgebietes der Forêt de Poligny. 
Nachbargemeinden von Chaussenans sind Poligny im Westen und Osten, Chamole im Norden sowie Barretaine im Süden.

## Geschichte
Das Gemeindegebiet von Chaussenans war bereits während der gallorömischen Zeit besiedelt. Erstmals urkundlich erwähnt wird Chaussenans im 11. Jahrhundert. Im Zuge der Schlacht von Poligny wurde das Dorf 1638 gebrandschatzt. Zusammen mit der Franche-Comté gelangte Chaussenans mit dem Frieden von Nimwegen 1678 an Frankreich.

## Sehenswürdigkeiten

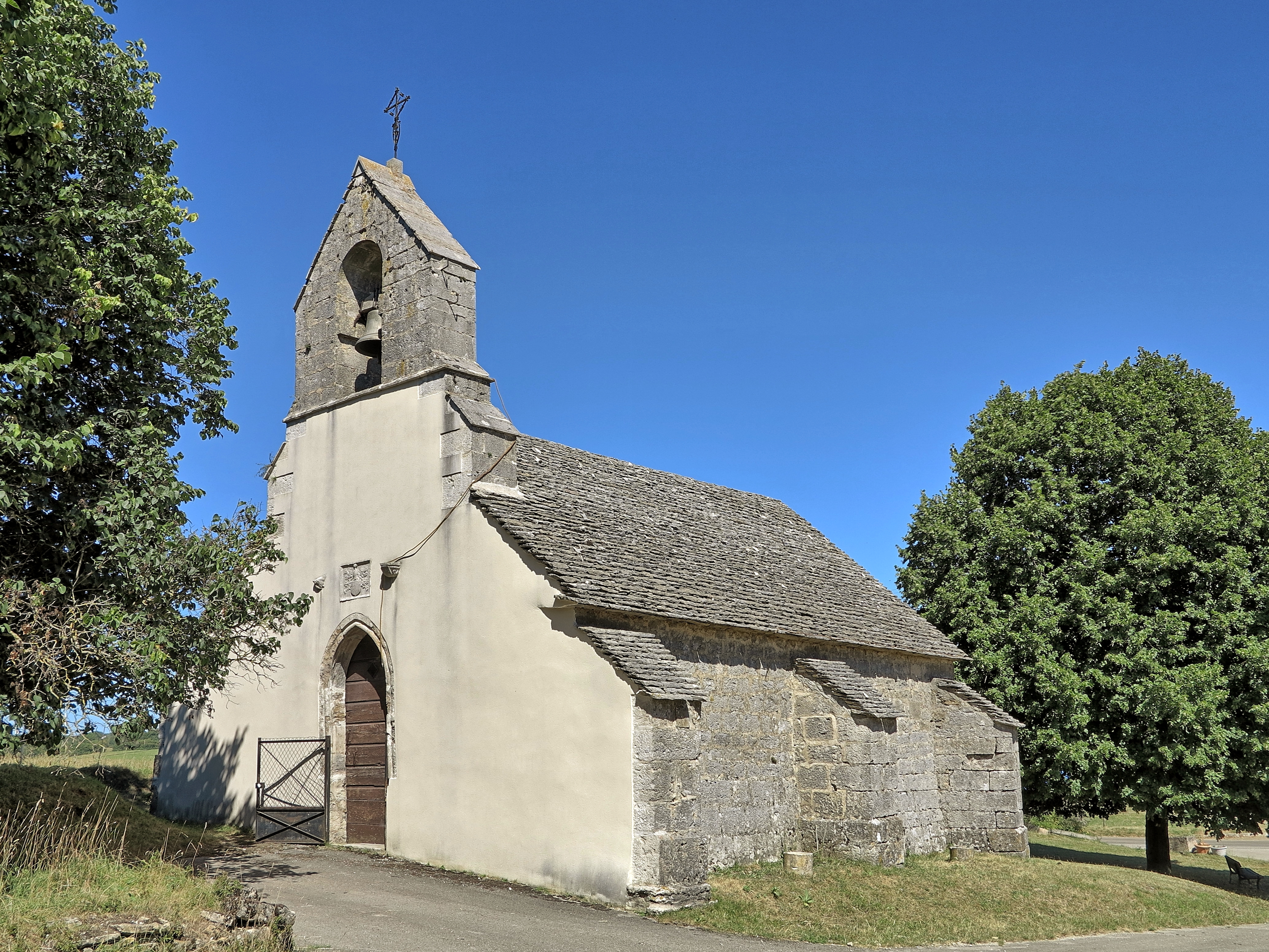
Kapelle Sainte-Anne

Die Kapelle Sainte-Anne stammt aus dem 14. Jahrhundert ebenso wie ein steinernes Wegkreuz. Auch der ehemalige Herrschaftssitz de la Tour geht ursprünglich auf das 14. Jahrhundert zurück.

## Bevölkerung
| Jahr                       | 1962 | 1968 | 1975 | 1982 | 1990 | 1999 | 2008 | 2017 |
| Einwohner                  | 85   | 90   | 80   | 71   | 79   | 89   | 112  | 100  |
| Quellen: Cassini und INSEE |      |      |      |      |      |      |      |      |

Mit 107 Einwohnern (Stand 1. Januar 2022) gehört Chaussenans zu den kleinsten Gemeinden des Départements Jura. Nachdem die Einwohnerzahl in der ersten Hälfte des 20. Jahrhunderts markant abgenommen hatte (1881 wurden noch 167 Personen gezählt), wurde seit Beginn der 1980er Jahre wieder ein leichtes Bevölkerungswachstum verzeichnet.

## Wirtschaft und Infrastruktur
Chaussenans war bis weit ins 20. Jahrhundert hinein ein vorwiegend durch die Landwirtschaft und die Forstwirtschaft geprägtes Dorf. Daneben gibt es heute einige Betriebe des lokalen Kleingewerbes. Mittlerweile hat sich das Dorf auch zu einer Wohngemeinde gewandelt. Viele Erwerbstätige sind Wegpendler, die in den größeren Ortschaften der Umgebung ihrer Arbeit nachgehen.
Die Ortschaft liegt abseits der größeren Durchgangsstraßen. Die Hauptzufahrt erfolgt von Poligny. Weitere Straßenverbindungen bestehen mit Chamole und Arbois.